# Życie za życie (film 1976)
Życie za życie (oryg. Девојачки мост) – jugosłowiański film wojenny z 1976 roku, w reżyserii Miomira "Miki" Stamenkovicia.

## Opis fabuły
Akcja filmu rozgrywa się we wrześniu 1944. Czterech partyzantów (w tym sanitariuszka Jelena) ma za zadanie doprowadzić dziewięciu niemieckich jeńców do Dziewiczego Mostu, gdzie ma być dokonana ich wymiana na kilkunastu partyzantów, wziętych przez Niemców do niewoli. W gronie jeńców jest major Wehrmachtu, jeden esesman i jeden ciężko ranny. Forsowny marsz przez góry powoduje konflikt postaw. Djordje, którego rodzina zginęła w czasie pacyfikacji chce zabić jeńców, przeciwny temu jest dowódca oddziału Marko. Kiedy zostają otoczeni przez Niemców, ginie Marko, a Djordje przejmuje odpowiedzialność za jeńców. Do punktu wymiany partyzanci doprowadzają pięciu jeńców.

## Obsada
- Žarko Radić jako Djordje
- Dragan Nikolić jako Kosmajac
- Olga Kacjan jako Jelena
- Marko Nikolić jako Marko
- Peter Carsten jako niemiecki major Kolbe
- Tanasije Uzunović jako Horst Wagner
- Ratislav Jović jako Kurt
- Dragomir Felba jako Deda
- Miroljub Leso
- Xhevat Qorraj
- Ivan Klemenc
- Predrag Milinković